# نيكولو فرانكوفونتي
نيكولو فرانكوفونتي (بالإيطالية: Nicolò Francofonte)‏ (من مواليد 31 يناير 2001) هو لاعب كرة قدم إيطالي يلعب في خط الوسط لنادي غوبيو على سبيل الإعارة من سامبدوريا.